# Rudolf Besthorn
Rudolf Besthorn (* 27. November 1909 in Nordhausen; † 27. September 1984 in Greifswald) war ein deutscher Romanist.

## Leben
Besthorn promovierte 1935 bei Karl Voretzsch an der Universität Halle mit der Arbeit Ursprung und Eigenart der älteren italienischen Novelle (Halle a. S. 1935). Er war ab 1953 Dozent und habilitierte sich 1964 an der Universität Greifswald mit der Schrift Textkritische Studien zum Werk Holbachs unter besonderer Berücksichtigung der Frühschriften (erschienen u. d. T. Textkritische Studien zum Werk Holbachs, Berlin 1969). Von 1964 bis 1975 war er Professor für Romanische Philologie an der Universität Greifswald.

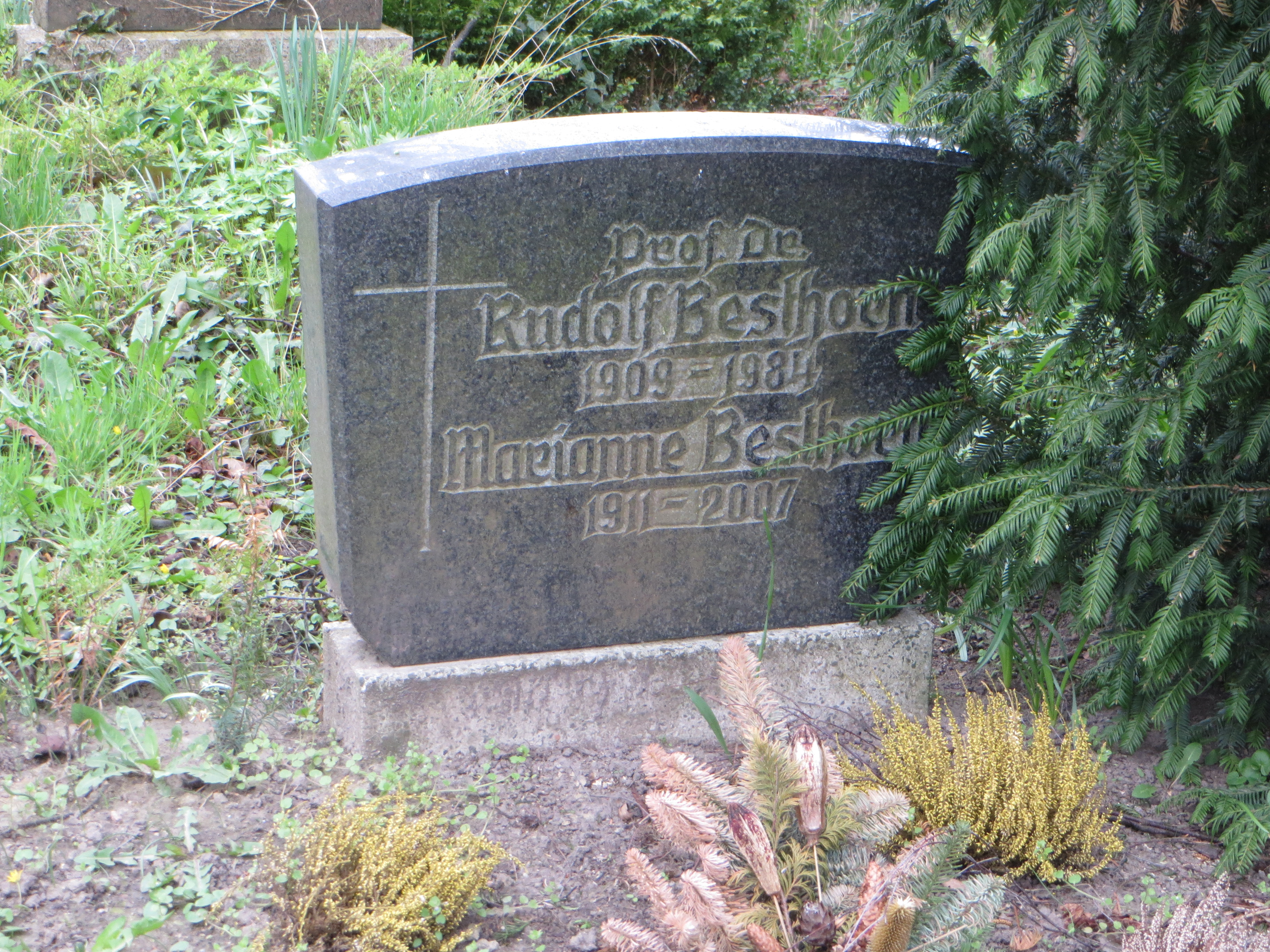
Grab (2014)

Besthorns Grab befindet sich auf dem Friedhof der Bugenhagenkirche (Greifswald-Wieck).

## Werke
- (Hrsg.) Das Rolandslied. Leipzig 1972, 1981,  Birsfelden-Basel 1981, Augsburg 2003.
- (Hrsg.) Italienische Erzähler von den Novelle antiche bis Gaetano Cioni. Leipzig 1984; unter dem Titel Italienische Meistererzählungen von Boccaccio bis Cioni. Köln 2011.